# Света Троица (Криводол)
„Света Троица“ е православен храм в град Криводол, България, част от Врачанската епархия на Българската патриаршия.

## История
Църквата е построена в 1931 година. Иконостасът на храма е дело на дебърски майстори от рода Филипови. Изписването на храма е дело на дебърския зограф, преселник в Оряхово, Велко Илиев.
В 2010 – 2013 година е извършен ремонт на сградата и освежаване на стенописите.